# Cerkev sv. Ane, Velike Češnjice
Cerkev svete Ane je podružnična cerkev župnije Šentvid pri Stični, ki stoji na severnem delu razložene vasi Velike Češnjice.

## Opis
Romarska cerkev sv. Ane v Velikih Češnjicah stoji nad vasjo, severno od Šentvida. Po izročilu je prvotno stala na njenem mestu kapelica. Grofica s Pristave, Virida, pa je sovražila nekega hlapca. Zato ga je poslala k apnenici, da bi ga vrgli vanjo. Pobožni hlapec pa se je najprej pomudil pri kapeli, da bi v njej molil. Ne da bi za to vedela grofica, je zatem poslala k apnenici svojega sina, da bi preveril, ali so izpolnili ukaz. Ker je prišel k apnenici pred hlapcem so ga vrgli prvega vanjo, saj so preostali hlapci dobili naročilo, naj vržejo v apnenico tistega, ki bo prvi prišel k njim. Ko je grofica Virida slišala za smrt svojega sina se je spokorila in postavila na mestu kapelice cerkev. Ali zgodba drži ne vemo, prvič pa se cerkev v Velikih Češnjicah omenja leta 1643, vendar glede na odkrite sledove romanskih elementov lahko sklepamo, da je cerkev starejšega nastanka. Veliki oltar je iz 18. stoletja, poleg njega pa ima cerkev še dva stranska oltarja, ki sta posvečena sv. Uršuli (delo Jurija Skarnusa) in sv. Florjanu.